# NBA 1961/62
NBA 1961/62 was het 16e seizoen van de NBA. Het begon op 19 oktober 1961 en eindigde op 18 april 1962, toen Boston Celtics de zevende wedstrijd van de NBA Finale met 110-107 won en daarmee op 4-3 kwam in de serie tegen verliezend finalist LA Lakers. Bill Russell van Boston Celtics werd (voor de derde keer) verkozen tot NBA Most Valuable Player. Zijn ploeggenoten en hij werden voor het vierde jaar op rij NBA-kampioen.
De NBA breidde in het seizoen 1961/62 uit van acht naar negen teams. Dat betekende de oprichting van Chicago Packers. Wilt Chamberlain maakte op 2 maart 1962 honderd punten voor Philadelphia Warriors in een met 169-147 gewonnen wedstrijd tegen New York Knicks. Zijn record is nooit meer overtroffen in een NBA-wedstrijd. Oscar Robertson van Cincinnati Royals werd in 1961/62 de eerste speler ooit die een triple double-gemiddelde behaalde over een heel seizoen.

## Eindstand regulier seizoen
| Eastern Conference    | W  | V  |
| --------------------- | -- | -- |
| Boston Celtics        | 60 | 20 |
| Philadelphia Warriors | 49 | 31 |
| Syracuse Nationals    | 41 | 39 |
| New York Knicks       | 29 | 51 |

| Western Conference | W  | V  |
| ------------------ | -- | -- |
| LA Lakers          | 54 | 26 |
| Cincinnati Royals  | 43 | 37 |
| Detroit Pistons    | 37 | 43 |
| St. Louis Hawks    | 29 | 51 |
| Chicago Packers    | 18 | 62 |

## Playoffs
|  | Division Semifinals   | Division Semifinals   |                |   | Division Finals | Division Finals |  |  | NBA Finals | NBA Finals |
|  |                       |                       |                |   |                 |                 |  |  |            |            |
|  |                       |                       |                |   |                 |                 |  |  |            |            |
|  |                       |                       |                |   |                 |                 |  |  |            |            |
|  |                       |                       |                |   |                 |                 |  |  |            |            |
|  | Boston Celtics        |                       |                |   |                 |                 |  |  |            |            |
|  |                       |                       |                |   |                 |                 |  |  |            |            |
|  | Bye                   |                       |                |   |                 |                 |  |  |            |            |
|  | Boston Celtics        | 4                     |                |   |                 |                 |  |  |            |            |
|  | Boston Celtics        | 4                     |                |   |                 |                 |  |  |            |            |
|  |                       | Philadelphia Warriors | 3              |   |                 |                 |  |  |            |            |
|  | Syracuse Nationals    | Philadelphia Warriors | 3              | 2 |                 |                 |  |  |            |            |
|  | Syracuse Nationals    |                       |                | 2 |                 |                 |  |  |            |            |
|  | Philadelphia Warriors | 3                     |                |   |                 |                 |  |  |            |            |
|  | Philadelphia Warriors | 3                     | Boston Celtics | 4 |                 |                 |  |  |            |            |
|  |                       |                       | Boston Celtics | 4 |                 |                 |  |  |            |            |
|  |                       | LA Lakers             | 3              |   |                 |                 |  |  |            |            |
|  | LA Lakers             | LA Lakers             | 3              |   |                 |                 |  |  |            |            |
|  |                       |                       |                |   |                 |                 |  |  |            |            |
|  | Bye                   |                       |                |   |                 |                 |  |  |            |            |
|  | LA Lakers             | 4                     |                |   |                 |                 |  |  |            |            |
|  | LA Lakers             | 4                     |                |   |                 |                 |  |  |            |            |
|  |                       | Detroit Pistons       | 2              |   |                 |                 |  |  |            |            |
|  | Detroit Pistons       | Detroit Pistons       | 2              | 3 |                 |                 |  |  |            |            |
|  | Detroit Pistons       |                       |                | 3 |                 |                 |  |  |            |            |
|  | Cincinnati Royals     | 1                     |                |   |                 |                 |  |  |            |            |
|  | Cincinnati Royals     | 1                     |                |   |                 |                 |  |  |            |            |

## Beste statistieken
- Meeste punten: Wilt Chamberlain (Philadelphia Warriors)
- Meeste rebounds: Wilt Chamberlain (Philadelphia Warriors)
- Meeste assists: Oscar Robertson (Cincinnati Royals)
- Hoogste percentage veldscores: Walt Bellamyn (Chicago Packers)
- Hoogste percentage vrije worpen: Dolph Schayes (Syracuse Nationals)

1950 · 1951 · 1952 · 1953 · 1954 · 1955 · 1956 · 1957 · 1958 · 1959 · 
1960 · 1961 · 1962 · 1963 · 1964 · 1965 · 1966 · 1967 · 1968 · 1969 · 
1970 · 1971 · 1972 · 1973 · 1974 · 1975 · 1976 · 1977 · 1978 · 1979 · 
1980 · 1981 · 1982 · 1983 · 1984 · 1985 · 1986 · 1987 · 1988 · 1989 · 
1990 · 1991 · 1992 · 1993 · 1994 · 1995 · 1996 · 1997 · 1998 · 1999 · 
2000 · 2001 · 2002 · 2003 · 2004 · 2005 · 2006 · 2007 · 2008 · 2009 · 
2010 · 2011 · 2012 · 2013 · 2014 · 2015 · 2016 · 2017 · 2018 · 2019 · 
2020 · 2021 · 2022 · 2023 · 2024